# 姆韋魯萬蒂帕國家公園
姆韋魯萬蒂帕國家公園（Mweru Wantipa National Park）是非洲中部國家贊比亞的國家公園，位於該國北方省，野生動物有獅子、非洲象、黑犀等，由於國家公園缺乏管理，野生動物數目不斷下降。
8°45′S 29°30′E / 8.750°S 29.500°E